# Olympische Sommerspiele 2024/Handball
Bei den Olympischen Spielen 2024 in Paris wurden vom 25. Juli bis zum 11. August 2024 zwei Wettbewerbe im Handball ausgetragen.
Am Turnier nahmen bei Frauen und Männern jeweils zwölf Mannschaften teil. Austragungsorte waren die Arena Paris Sud in Paris (Vorrundenspiele) und das Stade Pierre-Mauroy in der nordfranzösischen Stadt Villeneuve-d’Ascq in der Metropolregion Lille (Finalrunde).

## Qualifikation
Folgende Nationen hatten sich qualifiziert:
| Nation          | Männer | Frauen | Quotenplätze |
| --------------- | ------ | ------ | ------------ |
| Ägypten         | X      |        | 1            |
| Angola          |        | X      | 1            |
| Argentinien     | X      |        | 1            |
| Brasilien       |        | X      | 1            |
| Dänemark        | X      | X      | 2            |
| Deutschland     | X      | X      | 2            |
| Frankreich      | X      | X      | 2            |
| Japan           | X      |        | 1            |
| Kroatien        | X      |        | 1            |
| Niederlande     |        | X      | 1            |
| Norwegen        | X      | X      | 2            |
| Schweden        | X      | X      | 2            |
| Slowenien       | X      | X      | 2            |
| Spanien         | X      | X      | 2            |
| Südkorea        |        | X      | 1            |
| Ungarn          | X      | X      | 2            |
| Gesamt: 16 NOKs | 12     | 12     | 24           |

## Zeitplan
| Zeitplan Handball | Zeitplan Handball | Zeitplan Handball | Zeitplan Handball | Zeitplan Handball | Zeitplan Handball | Zeitplan Handball | Zeitplan Handball | Zeitplan Handball | Zeitplan Handball | Zeitplan Handball | Zeitplan Handball | Zeitplan Handball | Zeitplan Handball | Zeitplan Handball | Zeitplan Handball | Zeitplan Handball | Zeitplan Handball | Zeitplan Handball |
| Wettbewerbe       | Juli 2024         | Juli 2024         | Juli 2024         | Juli 2024         | Juli 2024         | Juli 2024         | Juli 2024         | August 2024       | August 2024       | August 2024       | August 2024       | August 2024       | August 2024       | August 2024       | August 2024       | August 2024       | August 2024       | August 2024       |
| Wettbewerbe       | 25.               | 26.               | 27.               | 28.               | 29.               | 30.               | 31.               | 1.                | 2.                | 3.                | 4.                | 5.                | 6.                | 7.                | 8.                | 9.                | 10.               | 11.               |
| ----------------- | ----------------- | ----------------- | ----------------- | ----------------- | ----------------- | ----------------- | ----------------- | ----------------- | ----------------- | ----------------- | ----------------- | ----------------- | ----------------- | ----------------- | ----------------- | ----------------- | ----------------- | ----------------- |
| Männer            |                   |                   | VR                |                   | VR                |                   | VR                |                   | VR                |                   | VR                |                   |                   | VF                |                   | HF                |                   |                   |
| Frauen            | VR                |                   |                   | VR                |                   | VR                |                   | VR                |                   | VR                |                   |                   | VF                |                   | HF                |                   |                   |                   |
| Entscheidungen    | 0                 |                   | 0                 | 0                 | 0                 | 0                 | 0                 | 0                 | 0                 | 0                 | 0                 | 0                 | 0                 | 0                 | 0                 | 0                 | 1                 | 1                 |

| VR | Vorrunde | VF | Viertelfinale | HF | Halbfinale |  | Medaillenentscheidung |

## Neue Regeln
Wie bisher auch durfte jeder Verband 14 aktive Spieler und drei Ersatzspieler benennen. War einer der aktiven Spieler verletzt oder krank, konnte er durch einen Ersatzspieler ersetzt werden. Neu war, dass der ausgefallene aktive Spieler, sobald er wieder gesund war, ins Team zurückkehren konnte. 

## Bilanz

### Medaillenspiegel
| Platz  | Land        | Gold | Silber | Bronze | Gesamt |
| ------ | ----------- | ---- | ------ | ------ | ------ |
| 1      | Dänemark    | 1    | –      | 1      | 2      |
| 2      | Norwegen    | 1    | –      | –      | 1      |
| 3      | Deutschland | –    | 1      | –      | 1      |
| 3      | Frankreich  | –    | 1      | –      | 1      |
| 5      | Spanien     | –    | –      | 1      | 1      |
| Gesamt | Gesamt      | 2    | 2      | 2      | 6      |

### Medaillengewinner
| Disziplin | Gold | Silber | Bronze |
| --------- | --- | --- | --- |
| Männer    | DänemarkLasse Bredekjær Andersson Mathias Gidsel Simon Hald Jensen Mikkel Hansen Emil Manfeldt Jakobsen Niclas Kirkeløkke Magnus Landin Jacobsen Niklas Landin Jacobsen Lukas Lindhard Jørgensen Rasmus Lauge Schmidt Hans Lindberg Henrik Møllgaard Jensen Emil Nielsen Simon Pytlick Magnus Saugstrup Thomas Sommer Arnoldsen | DeutschlandRune Dahmke Justus Fischer Johannes Golla Marko Grgić Kai Häfner Tim Hornke Sebastian Heymann Julian Köster Juri Knorr Jannik Kohlbacher Lukas Mertens David Späth Christoph Steinert Renārs Uščins Luca Witzke Andreas Wolff                                | SpanienGonzalo Pérez de Vargas Rodrigo Corrales Álex Dujshebaev Ian Tarrafeta Jorge Maqueda Imanol Garciandía Agustín Casado Daniel Dujshebaev Aleix Gómez Kauldi Odriozola Miguel Sánchez-Migallón Daniel Fernández Abel Serdio Javier Rodríguez Adrià Figueras |
| Frauen    | NorwegenMaren Nyland Aardahl Kari Brattset Kristine Breistøl Thale Rushfeldt Deila Camilla Herrem Vilde Ingstad Marit Røsberg Jacobsen Veronica Kristiansen Katrine Lunde Haraldsen Nora Mørk Stine Bredal Oftedal Henny Reistad Stine Skogrand Sanna Solberg Silje Solberg                                                     | FrankreichSarah Bouktit Cléopâtre Darleux Laura Flippes Pauletta Foppa Laura Glauser Léna Grandveau Lucie Granier Tamara Horacek Orlane Kanor Coralie Lassource Méline Nocandy Estelle Nze Minko Oriane Ondono Hatadou Sako Alicia Toublanc Chloé Valentini Grâce Zaadi | DänemarkSandra Toft Sarah Iversen Helena Elver Anne Mette Hansen Kathrine Heindahl Line Haugsted Althea Reinhardt Mette Tranborg Kristina Jørgensen Trine Østergaard Jensen Louise Burgaard Mie Højlund Emma Friis Rikke Iversen Michala Møller                  |

## Schiedsrichter
| Land                    | Name                  |
| ----------------------- | --------------------- |
| Algerien                | Youcef Belkhiri       |
| Algerien                | Sid Ali Hamidi        |
| Argentinien             | Mariana García        |
| Argentinien             | María Paolantoni      |
| Bosnien und Herzegowina | Amar Konjičanin       |
| Bosnien und Herzegowina | Dino Konjičanin       |
| Dänemark                | Mads Hansen           |
| Dänemark                | Jesper Madsen         |
| Frankreich              | Charlotte Bonaventura |
| Frankreich              | Julie Bonaventura     |
| Deutschland             | Robert Schulze        |
| Deutschland             | Tobias Tönnies        |
| Deutschland             | Maike Merz            |
| Deutschland             | Tanja Kuttler         |
| Nordmazedonien          | Gjorgji Načevski      |
| Nordmazedonien          | Slave Nikolov         |
| Montenegro              | Ivan Pavićević        |
| Montenegro              | Miloš Ražnatović      |
| Norwegen                | Håvard Kleven         |
| Norwegen                | Lars Jørum            |
| Slowenien               | Bojan Lah             |
| Slowenien               | David Sok             |
| Schweden                | Mirza Kurtagic        |
| Schweden                | Mattias Wetterwik     |
| Schweiz                 | Arthur Brunner        |
| Schweiz                 | Morad Salah           |
| Spanien                 | Ignacio García        |
| Spanien                 | Andreu Marín          |
| Tschechien              | Václav Horáček        |
| Tschechien              | Jiří Novotný          |
| Ungarn                  | Ádám Bíró             |
| Ungarn                  | Olivér Kiss           |